# Acide mycolique

Structure de base des acides mycoliques, R^{1} : alcanes linéaires de 20 à 24 carbones ; R^{2} : structures complexes comportant jusqu'à 100 atomes de carbone.

Les acides mycoliques sont des acides gras ramifiés à longue chaîne carbonée qui se trouvent dans les parois cellulaires des bactéries de la famille des Mycobacteriaceae (Bacille acido-alcoolo résistant ou BAAR) incluant des mycobactéries (dont fait partie Mycobacterium tuberculosis, un des agents responsable de la tuberculose humaine), des rhodocoques, des nocardia et des corynébactéries. Ces acides gras font partie de la paroi cellulaire et la rendent particulièrement peu perméable. En raison de l'incorporation d'acides mycoliques, les cellules deviennent très hydrophobes. Une protéine  nécessaire à leur synthèse est une cible des médicaments anti-tuberculeux : l'isoniazide et le pyrazinamide.
Les acides mycoliques sont les acides gras naturels les plus longs, pouvant atteindre jusqu'à 100 atomes de carbone pour les plus longs,,.

## Acides mycoliques deM. tuberculosis

acide mycoliques dans Mycobacterium tuberculosis.

Les acides mycoliques ont été isolés pour la première fois par Stodola et al. en 1938 à partir d'un extrait de M. tuberculosis qui en produit trois types principaux : alpha, méthoxy et céto. Les acides alpha-mycoliques constituent au moins 70% des acides mycoliques de cette bactérie et contiennent plusieurs cycles cyclopropane. Les acides méthoxy-mycoliques, qui contiennent plusieurs groupes méthoxy, constituent entre 10% et 15% de ces acides mycoliques. Les 10 à 15% restants  sont des acides céto-mycoliques, qui contiennent plusieurs groupes cétone.
Les acides mycoliques confèrent à M. tuberculosis des propriétés uniques qui défient tout traitement médical. Ils rendent la bactérie plus résistante aux attaques chimiques, à la déshydratation et limitent l'efficacité des antibiotiques hydrophiles et des biocides. Les acides mycoliques permettent également à la bactérie de se développer à l’intérieur des macrophages, ce qui la cache efficacement au système immunitaire de l’hôte. La biosynthèse de ces acides est cruciale pour la survie et la pathogenèse de M. tuberculosis. Leur voie de synthèse et les enzymes impliquées ont été élucidés et décrits en détail,.